# الهيئة العامة للأرصاد وحماية البيئة
الهيئة العامة للأرصاد وحماية البيئة هي مؤسسة حكومية سعودية سابقة، ترجع نشأة الهيئة العامة للأرصاد عندما قامت السعودية بإنشاء المديرية العامة للأرصاد الجوية عام 1370 هـ الموافق 1950، ليعاد بعد ذلك هيكلة المديرية عام 1981 الموافق 1401 هـ لتصبح مصلحة الأرصاد وحماية البيئة. وأنيط بها دور الجهة المسئولة عن البيئة في السعودية على المستوى الوطني إلى جانب دورها في مجال الأرصاد الجوية، وفي عام 1422 هـ الموافق 2001 تم تحويل المسمى من مصلحة الأرصاد وحماية البيئة إلى الرئاسة العامة للأرصاد وحماية البيئة ثم تم تحويل المسمى إلى الهيئة العامة للأرصاد وحماية البيئة وتم تعيين الأمير تركي بن ناصر بن عبد العزيز آل سعود رئيس عام للهيئة العامة للأرصاد وحماية البيئة حتى 17 أغسطس 2013 حيث أعفي من منصبه وعين الدكتور عبد العزيز بن عمر الجاسر بدلا عنه. ثم اعفى من منصبه وعين الدكتور خليل بن مصلح الثقفي ثم اعفى من منصبة في 30 اغسطس 2019، وقرر مجلس الوزراء السعودي في مارس 2019م إلغاء الهيئة وإنشاء المركز الوطني للأرصاد، والمركز الوطني لتنمية الغطاء النباتي ومكافحة التصحر، والمركز الوطني للرقابة على الالتزام البيئي.

## مهام الهيئة
تقوم الهيئة بعدة مهام رقابية وتشريعية هي:
- العمل على الاستفادة المثلى من الموارد الطبيعية للمملكة العربية السعودية، وترشيد استخدامها من منطلق توفير الاحتياجات الفعلية لحماية الأجيال الحالية واللاحقة من اضرار التلوث البيئي وذلك من خلال طرق تطوير الإدارة البيئية وتحقيق التنمية المتوازنة وتحديد العناصر الأساسية لموارد البيئة الطبيعية بجميع مناطق المملكة .
- تجديد الوسائل والإجراءات التي تضمن المحافظة على البيئة ومنع تدهورها وتحسينها ما أمكن في إطار التنسيق مع الجهات ذات العلاقة المباشرة بالبيئة لوضع الاستراتيجيات والخطط.
- العمل على إصدار النظم والتشريعات الكفيلة بصون الموارد الطبيعية وحمايتها من التدهور.
- رصد ودراسة وتحليل وتقويم التأثيرات البيئية لجميع الأنشطة المؤثرة على البيئة واقتراح الحلول الكفيلة لتحقيق الاستخدامات السليمة وتحديد الإرشادات الخاصة بعملية الحماية والمكافحة والتنظيف وإعادة التأهيل والدراسات لتلك المواطن المتأثرة بالتلوث.
- تنفيذ إجراءات التقويم البيئي ومراقبة المتغيرات البيئية والمناخية من خلال التفتيش البيئي.
- نشر الوعي البيئي بين كافة أفراد المجتمع في السعودية.

## أهداف الهيئة
حماية البيئة من التلوث لكل ما يحيط بالإنسان من ماء وهواء ويابسة وفضاء خارجي وما تحتويه هذه الأوساط من جماد ونبات وحيوان وأشكال مختلفة من طاقة ونظم وعمليات طبيعية وأنشطة بشرية والحفاظ عليها ومنع تدهورها والحد من ذلك، ومراقبة الظواهر الجوية لسلامة الأرواح وحماية الممتلكات من أي اشعاع أو تلوث.

## مراكز الهيئة
تدير الهيئة العامة للأرصاد وحماية البيئة مركزين رئيسيين هما:
- المركز الإقليمي للاتصالات: يقع المركز في مدينة جدة، وتكمن مسؤولية المركز الإقليمي للاتصالات حسب توزيع المنظمة العالمية للأرصاد مسؤلية تامة عن إمداد جميع الدول في منطقة اقليم الثاني وتحديدا الدول الواقعة في منطقة الخليج العربي واليمن بمعلومات الأرصاد الجوية اليومية عن طريق خدمات الإذاعة وخدمات تجميع المعلومات.
- مركز نظم المعلومات الجغرافية والاستشعار عن بعد: يقوم المركز بتوفير البيانات والمعلومات الجغرافية بجودة عالية وتغطية كاملة للمملكة العربية السعودية، وقد قام المركز بإنشاء مجموعة من قواعد البيانات الجغرافية البيئية طبقا لاحتياجات الهيئة لأداء مهامها في الحفاظ على البيئة، وتحتوى هذه القواعد على خرائط الأساس الرقمية مختلفة المقاييس والتغطية الجغرافية وخرائط الحساسية البيئية للمناطق الساحلية.

## فروع الهيئة العامة للأرصاد وحماية البيئة
يتبع للهيئة العامة للأرصاد وحماية البيئة سبعة فروع موزعة على مناطق المملكة العربية السعودية الفروع وهي: فرع الهيئة بمنطقة الرياض، فرع الهيئة بمنطقة مكة المكرمة، فرع الهيئة بالمنطقة الشرقية، افرع الهيئة بمنطقة تبوك، افرع الهيئة بمنطقة عسير، فرع الهيئة بمنطقة المدينة المنورة، فرع الهيئة بمنطقة جازان.